# Memecylon lilacinum
Memecylon lilacinum är en tvåhjärtbladig växtart som beskrevs av Heinrich Zollinger och Alexandre Moritzi. Memecylon lilacinum ingår i släktet Memecylon och familjen Melastomataceae. Inga underarter finns listade i Catalogue of Life.